# Pianoconcert voor de linkerhand (Korngold)
Het Pianoconcert voor de linkerhand in Cis, opus 17 (volledige titel: Klavierkonzert in Cis, in einem Satz für die linke Hand allein mit Orchesterbegleitung) is een compositie van Erich Korngold. Dit pianoconcert voor de linkerhand werd geschreven op verzoek van de pianist Paul Wittgenstein, die in de Eerste Wereldoorlog zijn rechterarm verloren had. Wittgenstein deed dit verzoek aan Korngold in 1923, toen deze op het hoogtepunt van zijn roem was, na het succes van Die tote Stadt.

## Ontstaansgeschiedenis
Het succes van Die tote Stadt was aanleiding genoeg voor Paul Wittgenstein, de eenarmige Oostenrijkse pianist, om de jonge Korngold te vragen een pianoconcert voor hem te schrijven.
Wittgenstein, zelf een liefhebber van de vroegromantici (Mendelssohn) en de klassieken (Mozart), vond zijn muziek wel een tikkeltje ‘modern’, maar voor 3000 dollar kon hij er in ieder geval zeker van zijn dat het werk in brede kring gehoor zou vinden, want zoals de vroegrijpe zelfverzekerde componist al had vastgesteld: ..Elke dirigent in Duitsland zal een nieuw stuk van mij automatisch uitvoeren...
Wittgenstein had, net als met alle componisten aan wie hij een compositie-opdracht gaf, problemen met het stuk. Bij Korngold ging het om de zware instrumentatie. De piano zou er niet bovenuit kunnen komen en Wittgenstein wilde dat veranderd hebben, ..het contrast tussen de klank van de piano en het geluid van het orkest is zo groot dat de piano klinkt als een tjirpende krekel.., klaagde Wittgenstein en zette dikke rode strepen in het manuscript door de partijen die hem niet bevielen. Korngold was woest, hij was diep gekrenkt door de opmerkingen en handelswijze van Wittgenstein. 

## Opbouw
Op zich is het werk knap geschreven voor de linkerhand. Korngold gebruikt het derde pedaal, het sostenutopedaal, op een geraffineerde manier om glissando en chromatische loopjes aan te houden. Hij gebruikt de duim als draaipunt en laat het thema vaak in octaven spelen. Allemaal manieren die de illusie wekken dat er gespeeld wordt met twee handen. Het concert is eerder een symfonie dan een werk voor orkest en piano waarbij de piano als solo-instrument wordt behandeld. Het staat in Cis. Alhoewel het aantal van vier kruisen voor aan de balk op Cis mineur duidt, kun je niet zeggen dat het in Cis mineur staat, Cis majeur is ook mogelijk. Vandaar: Cis. Alhoewel het lastig is het Piano Concerto in C sharp in een bepaalde stijl te plaatsen hebben romantische elementen de overhand.
De compositie bestaat uit een enkel deel van ongeveer 35 minuten en heeft de typische grandeur en rijke, gedetailleerde toonzetting die Korngold eigen is. De aanwijzing door de componist op de partituur bij het eerste thema: "Heroïsch, met vuur en kracht" suggereert ook al iets van het bombastische karakter ervan. Het tweede thema krijgt de aanwijzing "Vreedzaam, zacht, en vol zanglust" mee, en het derde thema moet "Nogal snel, burlesk en op humoristische wijze" worden gespeeld.
Hoewel het voor de pianist moeilijke passages bevat is het werk niet echt geschreven voor pianovirtuozen en kan de piano als een "partner" van het orkest worden gezien.
Het stuk wordt eigenlijk nooit meer gespeeld. Tot aan zijn dood was Wittgenstein de enige die het mocht uitvoeren. In 1985 was pas de Britse première. Er bestaan maar drie cd opnames van.